# Rodel vid olympiska vinterspelen 2018
Rodel vid olympiska vinterspelen 2018 arrangerades i Alpensia isbanecenter i Pyeongchang i Sydkorea. Totalt avgjordes 4 grenar.

## Medaljsammanfattning
| Gren                         | Guld                                                                   | Guld                                                                   | Silver                                                  | Silver                                                  | Brons                                                               | Brons                                                               |
| Herrarnas singel Detaljer... | David Gleirscher Österrike                                             | David Gleirscher Österrike                                             | Chris Mazdzer USA                                       | Chris Mazdzer USA                                       | Johannes Ludwig Tyskland                                            | Johannes Ludwig Tyskland                                            |
| Damernas singel Detaljer...  | Natalie Geisenberger Tyskland                                          | Natalie Geisenberger Tyskland                                          | Dajana Eitberger Tyskland                               | Dajana Eitberger Tyskland                               | Alex Gough Kanada                                                   | Alex Gough Kanada                                                   |
| Dubbel Detaljer...           | Tyskland Tobias Wendl Tobias Arlt                                      | Tyskland Tobias Wendl Tobias Arlt                                      | Österrike Peter Penz Georg Fischler                     | Österrike Peter Penz Georg Fischler                     | Tyskland Toni Eggert Sascha Benecken                                | Tyskland Toni Eggert Sascha Benecken                                |
| Mixat lag Detaljer...        | Tyskland Natalie Geisenberger Johannes Ludwig Tobias Wendl Tobias Arlt | Tyskland Natalie Geisenberger Johannes Ludwig Tobias Wendl Tobias Arlt | Kanada Alex Gough Sam Edney Tristan Walker Justin Snith | Kanada Alex Gough Sam Edney Tristan Walker Justin Snith | Österrike Madeleine Egle David Gleirscher Peter Penz Georg Fischler | Österrike Madeleine Egle David Gleirscher Peter Penz Georg Fischler |

## Medaljtabell
| Pl. | Nation    | Guld | Silver | Brons | Totalt |
| --- | --------- | ---- | ------ | ----- | ------ |
| 1   | Tyskland  | 3    | 1      | 2     | 6      |
| 2   | Österrike | 1    | 1      | 1     | 3      |
| 3   | Kanada    | 0    | 1      | 1     | 2      |
| 4   | USA       | 0    | 1      | 0     | 1      |
|     | Totalt    | 4    | 4      | 4     | 12     |

### Fotnoter
1. ↑  Luge - Number of Entries by NOC. Arkiverad 15 februari 2018 hämtat från the Wayback Machine. pyeongchang2018.com. Läst 15 februari 2018.
2. ↑  ”Luge” (på engelska). Pyeongchang 2018 Sport. Arkiverad från originalet den 18 maj 2017. https://web.archive.org/web/20170518083853/https://www.pyeongchang2018.com/en/olympicstory/sports/sliding/luge/view. Läst 1 maj 2017.
3. ↑  ”Luge - Men's Singles” (på engelska). Pyeongchang 2018. https://www.pyeongchang2018.com/en/game-time/results/OWG2018/resOWG2018/pdf/OWG2018/LUG/OWG2018_LUG_C73B2_LUGMSINGLES-----------------------.pdf. Läst 11 februari 2018.
4. ↑  Luge - Women's Singles. pyeongchang2018.com. Läst 13 februari 2018.
5. ↑  Luge - Doubles. pyeongchang2018.com. Läst 14 februari 2018.
6. ↑  Luge - Team Relay. pyeongchang2018.com. Läst 15 februari 2018.